# Бруль-и-Виньолес, Жоан
Жоан Бруль-и-Виньолес (исп. Joan Brull i Vinyoles, 24 июня 1863, Барселона — 12 февраля 1912, там же) — испанский и каталонский художник-символист.

## Жизнь и творчество
Жоан Брюль изучал живопись в барселонской школе Ла Льота под руководством художника Симо Гомеса, а затем два года в парижской Академии Коларосси, у Рафаэля Коллена. Позднее работал журналистом и критиком в области искусств в каталонском журнале «Joventut». Участник различных художественных групп и движений Испании, в том числе Els Quatre Gats и Real Círculo Artístico de Barcelona. Участник Всемирной выставки 1896 года в Барселоне, где был награждён золотой медалью за своё полотно Ensomni (Задумчивая).
Ранние работы Бруля были созданы в традициях реалистической живописи. Позднее он работает больше как символист, создаёт многочисленные романтические женские и девичьи образы и портреты. Пишет также пейзажи, в чём соответствует каталонской ландшафтной Олотской школе. Был дружен с художниками Сантьяго Русиньолем и Рамоном Касасом.

## Галерея

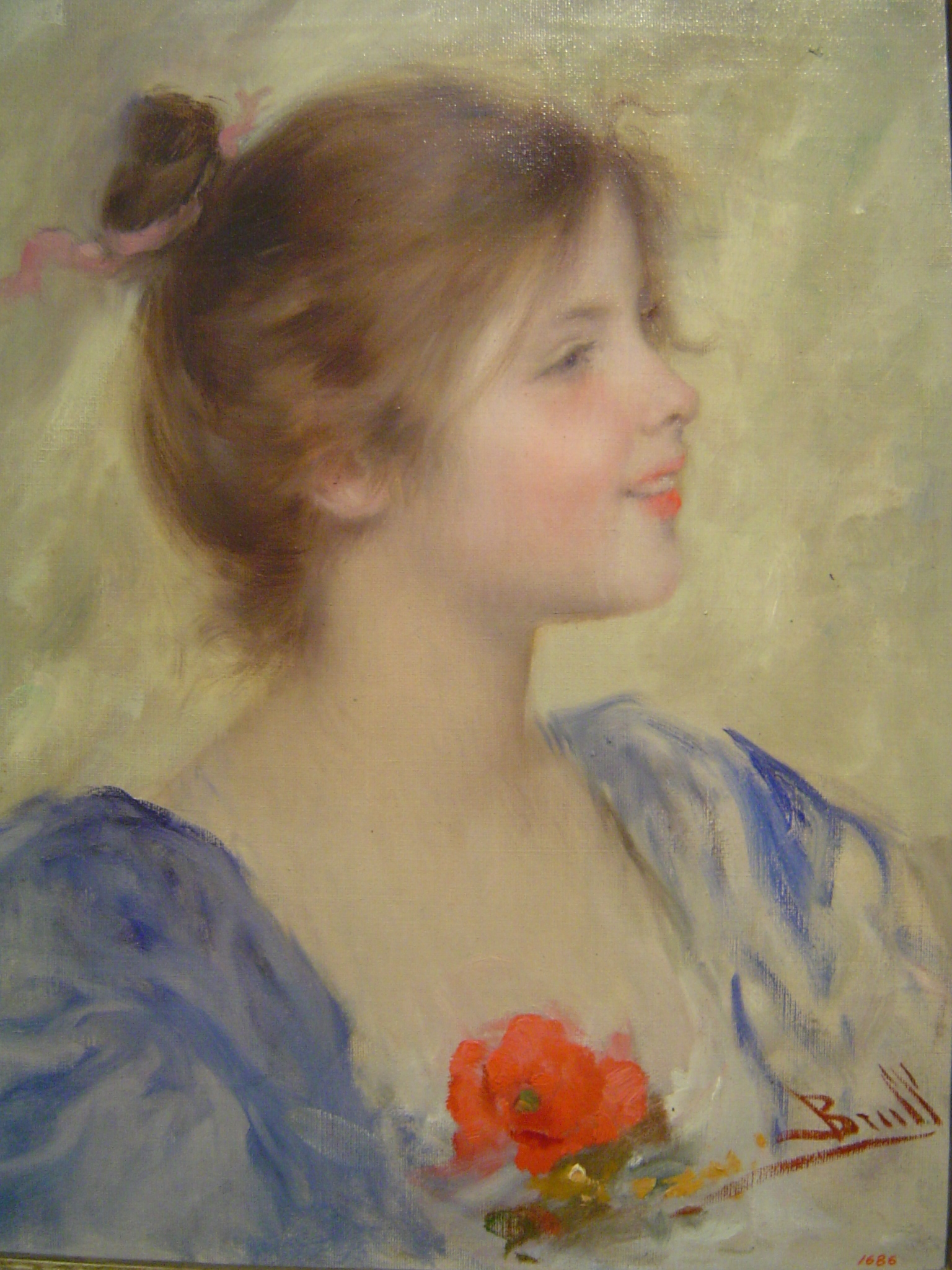
Портрет девочки
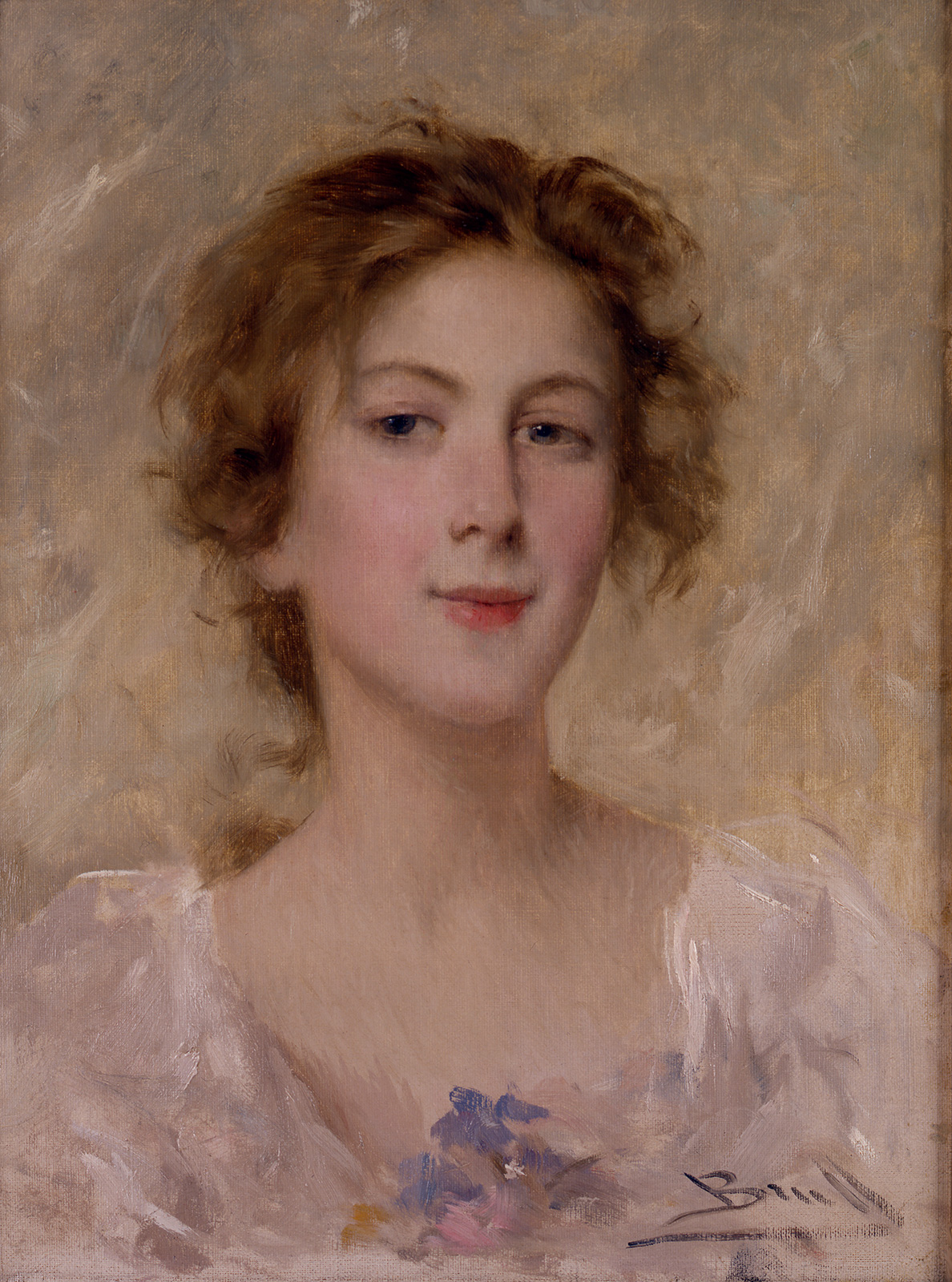
Весна
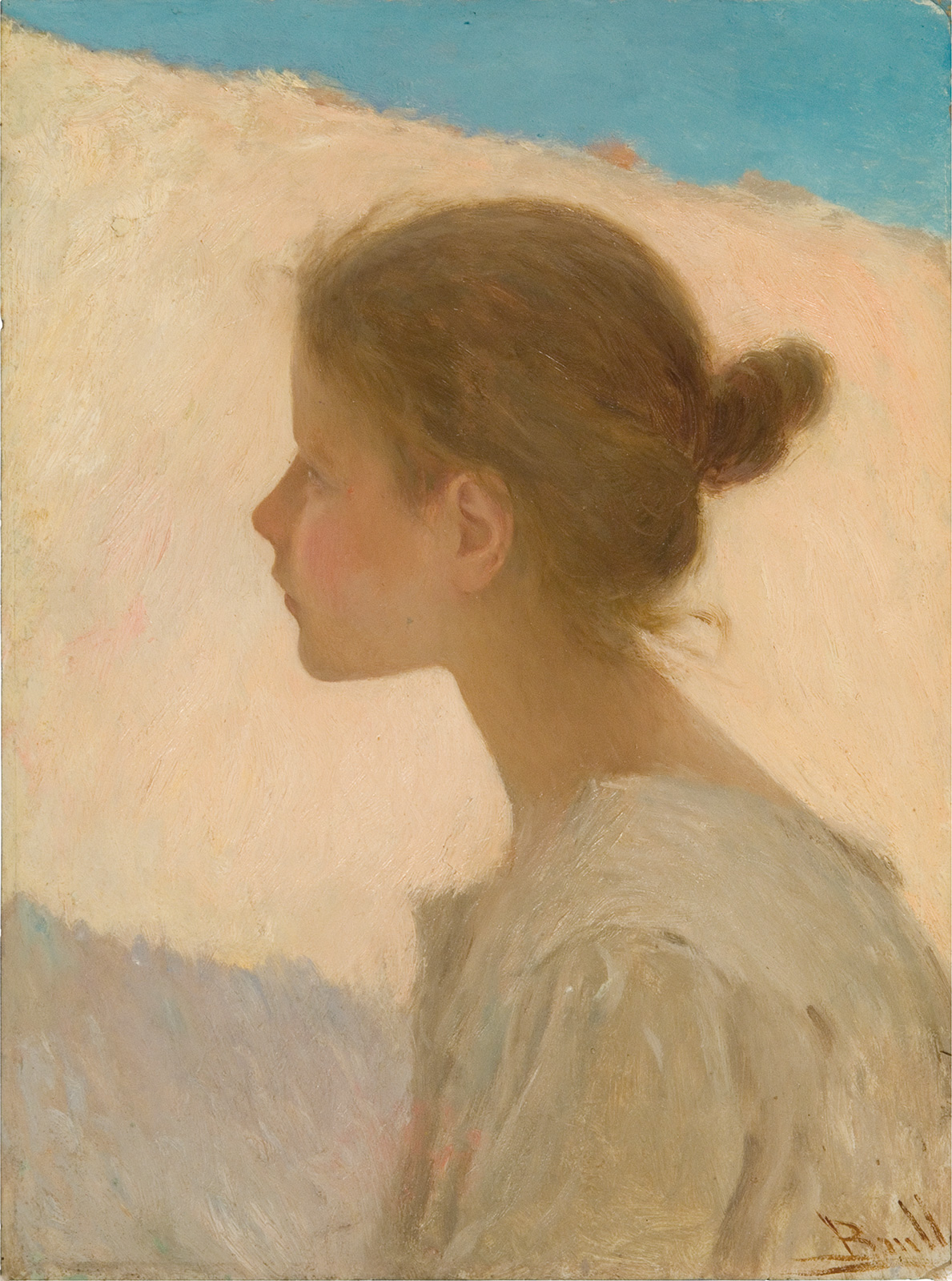
Розалия (1894)
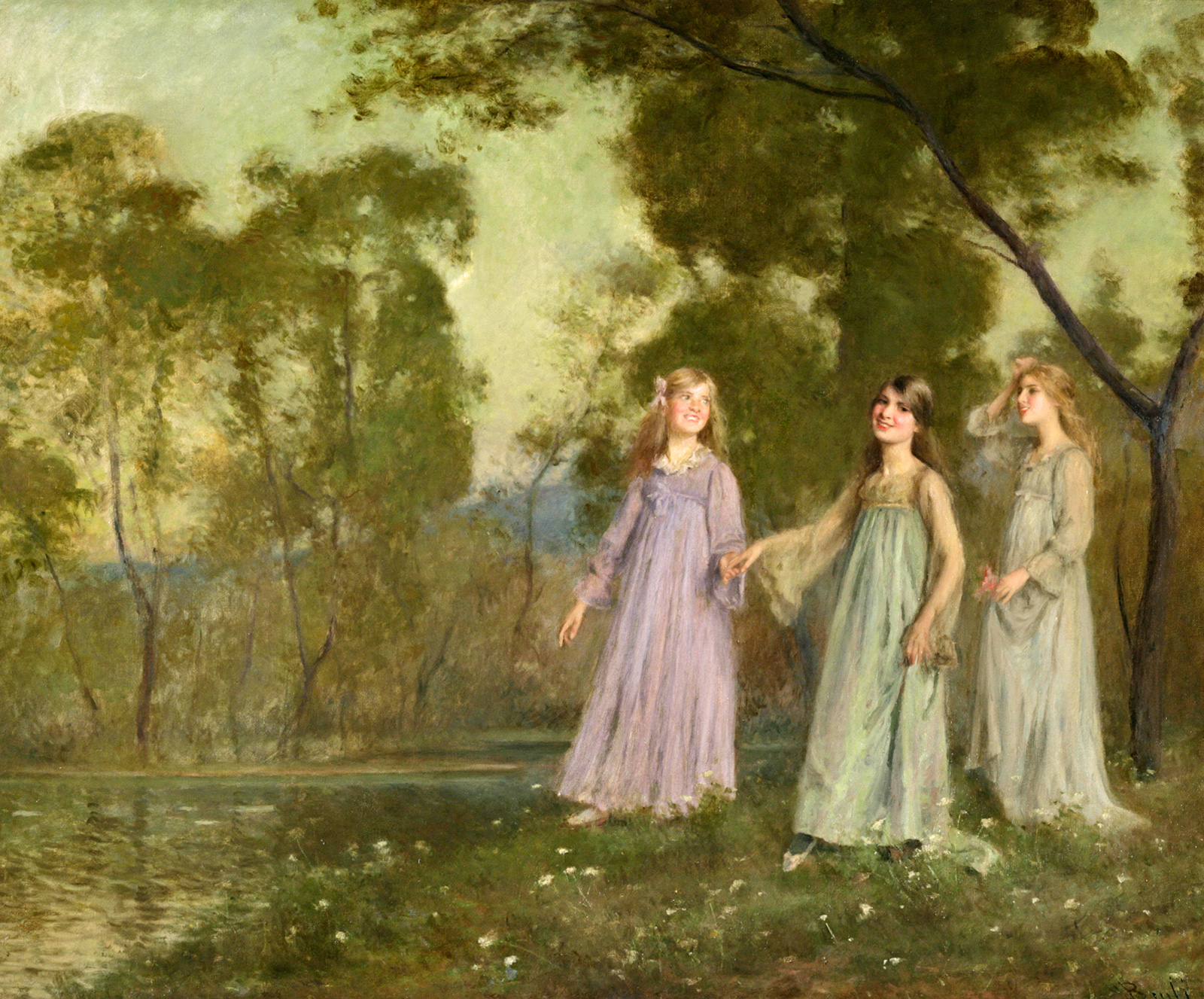
На речном берегу
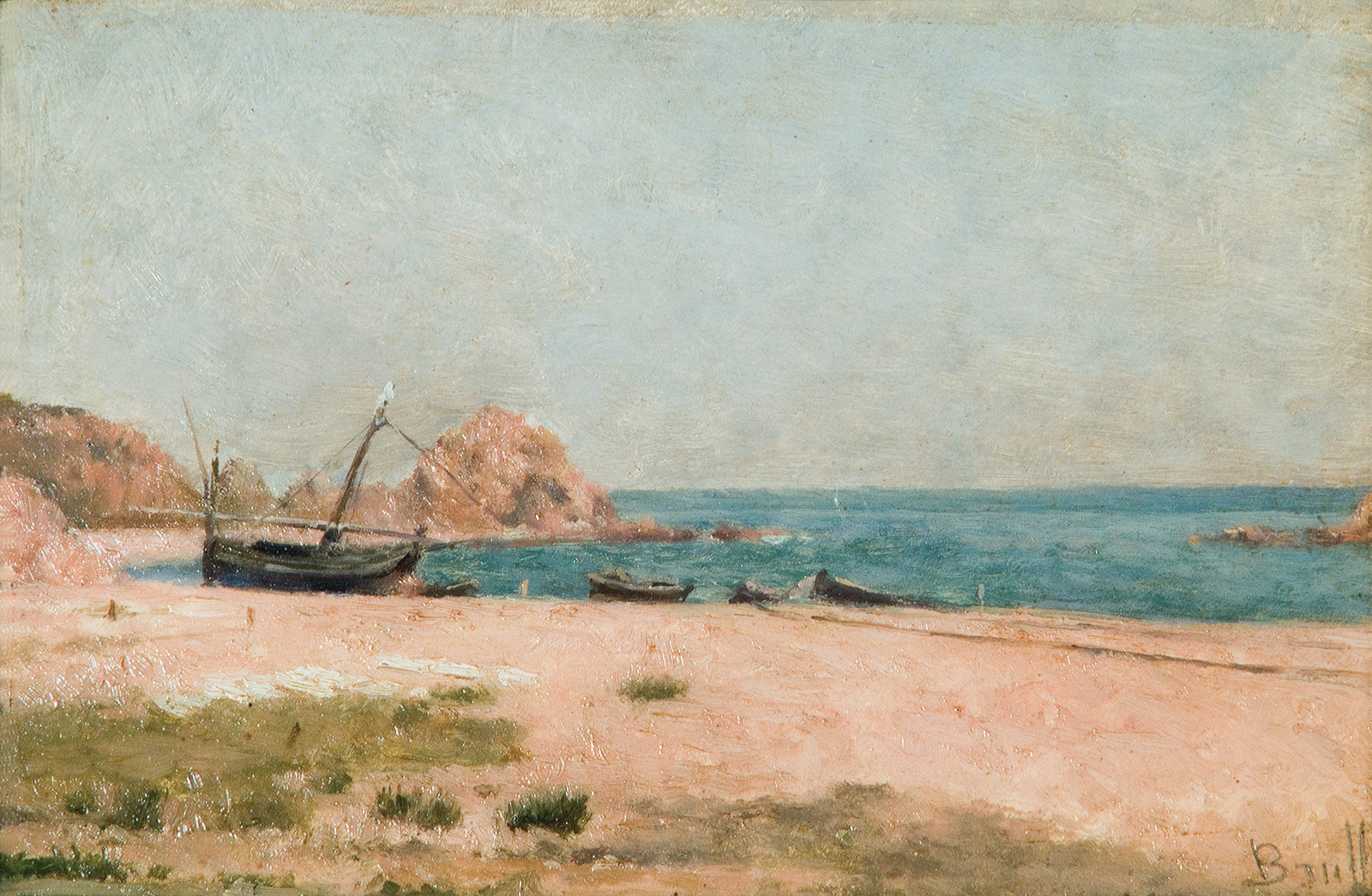
Барки, II
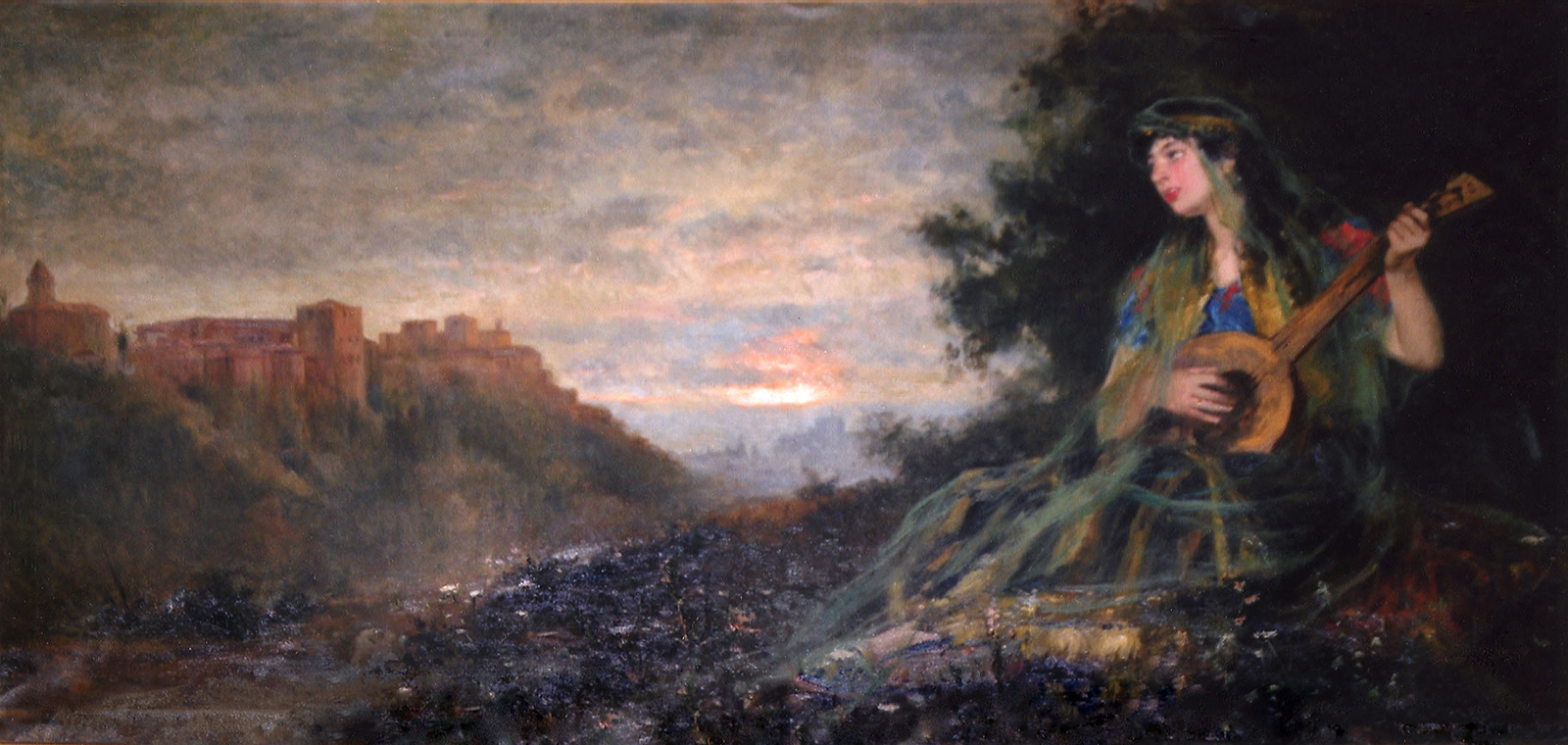
Аллегория музыки